# T-лімфоцити

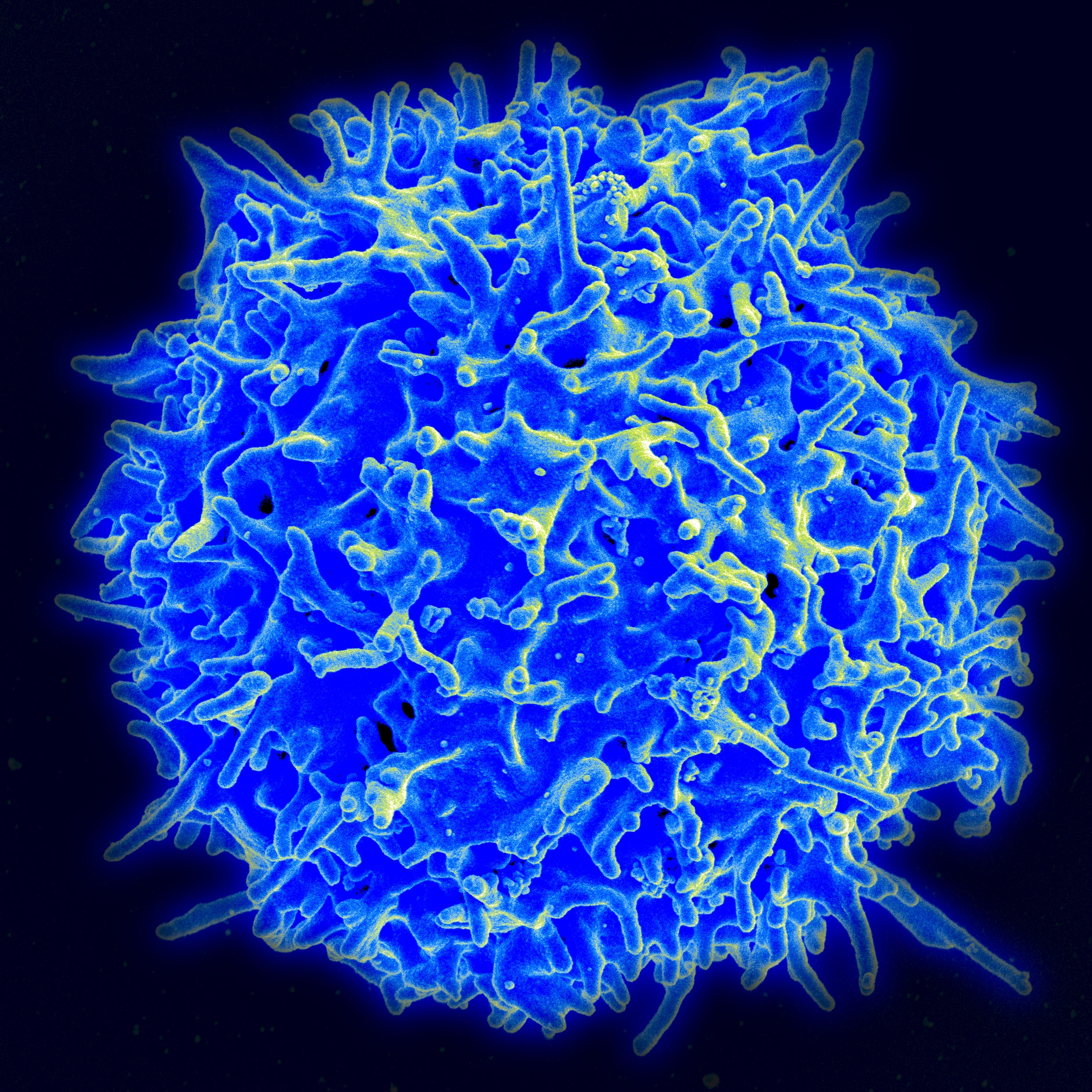
Зображення Т лімфоциту людини, отримане за допомогою скануючої електронної мікроскопії.

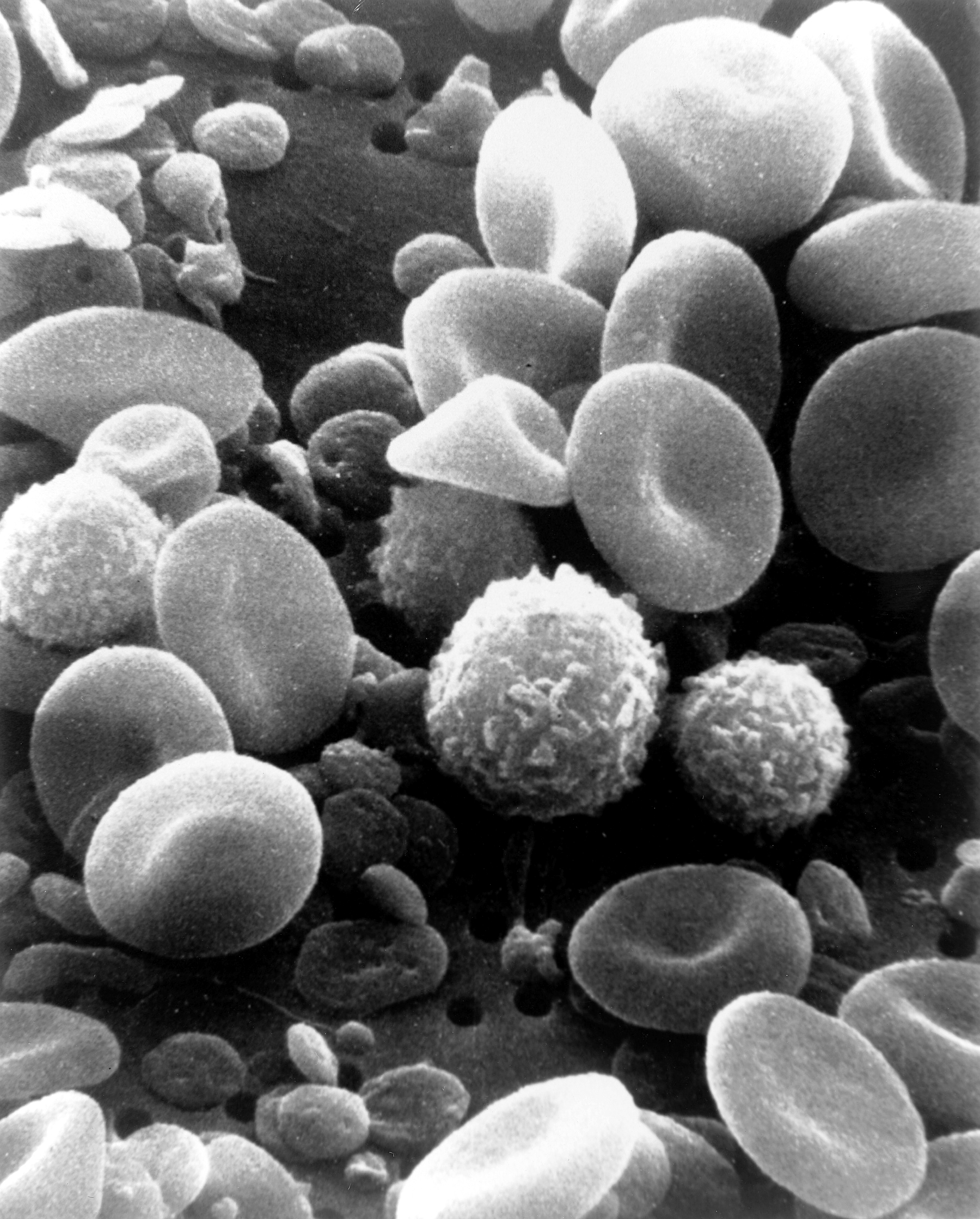
Кров людини. Т лімфоцити у вигляді кульок, еритроцити — дископодібні клітини.

Т-лімфоци́ти або Т-кліти́ни — це лімфоцити, що відіграють центральну роль у здійсненні клітинної специфічної імунної відповіді. Від В- та NK-лімфоцитів відрізняються наявністю на мембрані спеціального Т-клітинного рецептора (ТКР), що розпізнає антигени приєднані до білків головного комплексу гістосуміснотсі (англ. Major histocompatibility complex, MHC). Буква Т у назві цих клітин означає тимус — орган, у якому відбувається дозрівання Т-лімфоцитів. Було виявлено кілька різних типів Т-клітин (таких як Т-кілери та Т-хелпери), що виконують різні функції.
На відміну від В-клітин, Т-клітини не можуть розпізнавати розчинні антигени, а тільки у комплексі із білками MHC на поверхні власних клітин організму. Чужорідні молекули (антигени) можуть з'являтись на злоякісно траснформованих та клітинах інфікованих вірусами, також вони наявні на трансплантованих тканинах. Саме для знищення таких клітин, які можуть становити небезпеку для цілого організму, і призначені Т-лімфоцити.

## Субпопуляції Т-клітин
Розрізняють три основні субпоуляції Т-клітин, що відрізняються за функціями:
- Т-хелпери або CD4+ Т-лімфоцити (ТH, від англ. T helper) розпізнають антигени у комплексі із білками MHC II на поверхні антиген-презентуючих клітин (макрофагів, дендритних клітин та В-лімфоцитів), після активації починають проліферувати і дають початок клону ефекторних клітин специфічних до того ж комплексу антигену із MHC II. Ефекторні клітин виділяють велику кількість цитокінів, що впливають на функціонування інших клітин імунної системи. Розрізняють два види Т-хелперів, що активують різні гілки імунної відповіді:
  - ТH1 клітини відповідають за клітинний імунітет. Вони продукують набір цитокінів, що підтримуюють запальні реакції і стимулюють дію Т-цитотоксичних клітин і макрофагів; серед них — Т-хелпери 17
  - ТH2 клітини активують гуморальну ланку імунітету, діючи на В-клітини
- Т-цитотоксичні клітини, Т-кілери або CD8+ Т-лімфоцити (ТC від англ. T cytotoxic) активуються при взаємодії із комплексом антиген-MHC класу I на повехні власних змінених клітин організму (інфікованих вірусом або злоякісно трансформованих). Після активації ТC діляться і їхні нащадки диференціюють у ефекторні клітини, що називаються цитотоксичними Т лімфоцитами (ЦТЛ). На відміну від ТH-клітин ЦТЛ синтезують невелику кількість цитокінів, натомість вони набувають здатності розпізнавати та вбивати змінені клітини організму.
- Регуляторні Т-клітини (Treg від англ. regulatory T-cell) — субпопуляція Т-клітин, що може пригнічувати гуморальну та клітинну ланку імунної відповіді.

## Поверхневі детермінанти Т-клітин
До поверхневих детермінант, наявних на поверхні Т-клітин належать:
- ТКР (Т-клітинний рецептор) присутній на поврехні всіх зрілих Т-лімфоцитів, являє собою комплекс поліпептидів, одним із яких є CD3;
- CD28 — рецептор до костимуляторних білків родини B7, присутніх на поверхні В-лімфоцитів та інших антиген-презентуючих клітин;
- CD45 — молекула задіяна у трансдукції сигналу;
- CD4 — поверхнева детермінанта однієї субпопуляції Т-клітин — Т-хелперів, що розпізнають антигени у комплексі із білками МНС ІІ;
- CD8 — поверхнева детермінанта субпопуляції Т-цитотоксичних клітин, що розпізнають антигени у комплексі із біками МНС І.

У зразку крові співвідношення між ТH та ТC-клітинами приблизно рівне співвідношенню між CD4+ та CD8+ і становить 2:1, але може сильно змінюватись під час імунодефіцитів або автоімунних захворювань. Загалом правило про, те що Т-хелпери завжди CD4+/CD8-, а Т-цитотоксичні клітини CD4-/CD8+ має винятки. Інколи CD4+ клітини можуть проявляти активність кілерів, а CD8+ клітини синтезувати цитокіни і модулювати дію інших клітин.